# Taiana Lima
Taiana de Souza Lima (* 27. Mai 1984 in Fortaleza) ist eine brasilianische Beachvolleyballspielerin.

## Karriere
Lima gewann 2002 mit Juliana Felisberta da Silva die Junioren-Weltmeisterschaft in Catania. Im folgenden Jahr wurden Lima/Juliana beim gleichen Turnier in Saint-Quay-Portrieux Fünfte. 2004 gewann Lima mit Carolina Solberg in Porto Santo erneut den Nachwuchs-Titel. Ein Jahr später absolvierte sie in Mailand ihr erstes Open-Turnier der FIVB World Tour. Nachdem Lima in den folgenden Jahren mit verschiedenen Partnerinnen nur sporadisch angetreten war, bildete sie 2010 ein neues Duo mit Vivian Cunha. Lima/Vivian siegten beim Challenger-Turnier in Warna und erreichten das Finale des Klagenfurter Grand Slams. Später schafften sie noch einen vierten Platz in Åland. Bei der WM 2011 in Rom setzten sie sich in der Vorrunde ohne Satzverlust vor den deutschen Duos Holtwick/Semmler und Brink-Abeler/Grün durch; in der ersten KO-Runde mussten sie sich allerdings dem US-Team Fendrick/Hanson geschlagen geben. Im weiteren Verlauf des Jahres wurden sie Fünfte in Gstaad, Dritte in Québec und Siebte in Phuket. 2012 starteten sie mit zwei neunten Plätzen in Brasília und Shanghai. Dieses Ergebnis gab es auch bei ihrem letzten gemeinsamen Auftritt in Klagenfurt.
Von 2013 bis Mitte 2014 spielte Lima mit Talita Antunes da Rocha. Bei der WM in Stare Jabłonki erreichten Talita/Lima die Hauptrunde, wo sie gegen die Deutschen Ludwig/Walkenhorst ausschieden. Nach fünf Turniersiegen gewannen Talita/Lima die FIVB World Tour 2013. Seit Juli 2014 war Fernanda Berti Alves Limas neue Partnerin, mit der sie gleich beim zweiten gemeinsamen FIVB Turnier in Den Haag siegreich war. 2015 wurden die Brasilianerinnen in den Niederlanden Vizeweltmeisterinnen. 2016 startete Lima wieder mit ihrer früheren Partnerin Juliana Felisberta da Silva. 2017 war Elize Maia ihre neue Partnerin. Bei der WM in Wien gewannen Lima und Elize Maia ihre Vorrundengruppe und schieden erst im Achtelfinale gegen ihre Landsfrauen Maria Antonelli / Carol aus. 2018 spielte Lima an der Seite von Carolina Horta Máximo. Von 2019 bis 2021 war Talita Antunes wieder ihre Partnerin. Die beiden Brasilianerinnen hatten auf der World Tour zahlreiche Top-Ten-Platzierungen. Dabei ragten ein zweiter Platz beim 4-Sterne-Turnier 2019 in Moskau und der Sieg beim 4-Sterne-Turnier 2021 in Cancún heraus.
Mit ihrer neuen Partnerin Hegeile Almeida erreichte Taiana im November 2021 beim 4-Sterne-Turnier in Itapema das Finale. Bei weiteren Turnieren im Jahr 2022 auf der World Beach Pro Tour bekamen die beiden Brasilianerinnen genügend Punkte, um an der Beachvolleyball-WM in Rom teilzunehmen. Im Pool I belegten Hegeile/Taiana Lima den zweiten Platz hinter dem deutschen Team Tillmann/Müller und qualifizierten sich damit für die erste Hauptrunde, in der sie den zu diesem Zeitpunkt noch amtierenden Weltmeisterinnen Sarah Pavan und Melissa Humana-Paredes mit 1:2 unterlagen. Im November erreichten die Südamerikanerinnen die Vorschlussrunde beim Elite16 in Uberlândia und wurden danach brasilianische Meisterinnen. Nach einer weiteren World Beach Pro Tour 2023 an der Seite von Hegeile mit durchwachsenen Ergebnissen spielte Taiana Lima 2024  erneut mit Talita Antunes und stand mit ihr bei der internationalen Beachserie zweimal auf dem Treppchen. Beim Challenge in Saquarema wurden sie Dritte, beim Elite16 in João Pessoa gewannen sie Silber. Die oberste Stufe des Podests erklommen sie im November bei der Landesmeisterschaft.